# تيموراز الثاني الكاخيتي
تيموراز الثاني (بالجورجية: თეიმურაზ II) (1680/1700–1762) كان ملكًا [الإنجليزية]
 (ميبي [الإنجليزية]
) لكاخيتي، من سلالة باغراتيوني، شرق جورجيا، من عام 1732 إلى عام 1744، ثم كارتلي من عام 1744 حتى وفاته. وكان تيمورز أيضًا شاعرًا غنائيًا.

## الحياة
كان ابنًا لهرقل الأول وزوجته آنا. حكم تيموراز مع والدته كوصي على شقيقه الغائب ديفيد الثاني (الإمام قلي خان) من عام 1709 إلى عام 1715. وفي عام 1732، قتل الأتراك الملك التالي وشقيق تيموراز الآخر، قسطنطين الثاني الكاهيتي [الإنجليزية]
، وسيطروا على مملكته. فرّ خليفته تيموراز إلى جبال بشافي [الإنجليزية]
 وقاتل المحتلين من هناك. في تموز 1735، قام الحاكم الفارسي الناشئ نادر شاه أفشار بغزو كاخيتي وإجبار الأتراك على الخروج من معظم شرق جورجيا. استدعى نادر شاه تيموراز إلى مقره في يريفان، وعندما رفض التحالف مع المسلمين، أمر باحتجازه. وُضع كاخيتي تحت حكومة اسمية لابن شقيق تيموراز المسلم علي ميرزا الكاهيتي [الإنجليزية]
. في تشرين الأول 1735 م، هرب تيموراز إلى جبال كاخيتي وأثار الاضطرابات ضد الحكم الفارسي، لكن قُبض عليه بحلول نهاية عام 1736.